# Ptilinopus viridis
Ptilinopus viridis là một loài chim trong họ Columbidae.